# Список вулиць Донецька (0)
| Назва                               | тип   | Колишні назви | Район(и)       | Місцевість           | Джерела |
| ----------------------------------- | ----- | ------------- | -------------- | -------------------- | ------- |
| 4-ї П'ятирічки                      | вул.  |               | Пролетарський  |                      |         |
| 5 Грудня                            | вул.  |               | Петровський    | Трудівський          |         |
| 50-ї Гвардійської Дивізії           | вул.  |               | Калінінський   |                      |         |
| 8 Березня                           | вул.  |               | Калінінський   |                      |         |
| 8 Вересня                           | вул.  |               | Пролетарський  | Шахта № 12-18        |         |
| 9 Січня                             | вул.  |               | Куйбишевський  | Смалянка             |         |
| 9 Січня                             | вул.  |               | Пролетарський  | Чулковка             |         |
| 9 Січня                             | пров. |               | Куйбишевський  |                      |         |
| 9 Травня                            | вул.  |               | Куйбишевський  | Бакинських комісарів |         |
| 25-річчя РСЧА                       | пр-т  |               | Ворошиловський | Центр                |         |
| 40 років Жовтня                     | вул.  |               | Будьонівський  |                      |         |
| 50-річчя Радянської України         | вул.  |               | Київський      |                      |         |
| 50-річчя СРСР                       | вул.  | 12-а лінія    | Ворошиловський | Центр                |         |
| 60-річчя СРСР                       | вул.  |               | Куйбишевський  | Азотний              |         |
| 75-річчя футбольного клубу «Шахтар» | пр-т. |               | Київський      |                      |         |
| 230-ї Стрілецької Дивізії           | вул.  |               | Будьонівський  | Заперевальний        |         |
| 301-ї Стрілецької Дивізії           | вул.  |               | Пролетарський  | Восточний            |         |
| XVIII партз'їду                     | вул.  |               | Київський      | Вєтка                |         |
| XIX партз'їзду                      | вул.  |               | Будьонівський  | Ампілогове           |         |
| XX партз'їзду                       | вул.  |               | Пролетарський  |                      |         |
| XXIII партз'їзду                    | вул.  |               | Петровський    |                      |         |
| XXVII партз'їду                     | вул.  |               | Пролетарський  |                      |         |